# Filippo Calandrini
Filippo Calandrini, ook wel Filippo Calderini, (Sarzana, 1403 – Bagnoregio, 18 juli 1476) was kardinaal van de Rooms-Katholieke Kerk en kardinaal-nepoot van paus Nicolaas V (halfbroer).

## Biografie
Calandrini was de zoon van Tomasso (Giarente) Calandrini en zijn tweede vrouw Andreola Tomeo dei Bosi. Zij was eerder getrouwd geweest met Bartolomeo Parentucelli (Lucando), de vader van Nicolaas V.
Naast enkele kerkelijke functies (apostolisch protonotaris en aartsdiaken van Lucca) was Calandri vanaf september 1447 gouverneur van het kasteel van Spoleto. Op 18 december 1447 werd hij gewijd tot bisschop van Bologna, een functie die hij tot aan zijn dood zou behouden.
Tijdens het publieke consistorie op 20 december 1448 werd Calandrini verheven tot kardinaal-priester, waarbij hij de titelkerk Santa Susanna in Rome kreeg toegewezen. In november 1451 koos hij echter voor de titelkerk van San Lorenzo vooral, omdat de inkomsten in deze parochie hoger lagen.
Samen met kardinaal Juan de Carvajal werd hij door Nicolaas V aangewezen om de toekomstige keizer van het Heilige Roomse Rijk , Frederik III, te begeleiden naar Rome; hij zou de laatste keizer worden die gekroond werd in Rome.
Calandrini bleef altijd een sterke band houden met zijn geboorteplaats, de plaats waar ook zijn half-broer paus Nicolaas werd geboren. Via de pauselijke bul Cui super omnes van 21 juli 1465, uitgevaardigd door paus Paulus II, werd aan Sarzana stadsrechten verleend en werd de lokale kerk, de Santa Maria Assunta (Maria-Tenhemelopneming), verheven tot kathedraal. Om het aanzien van de kathedraal te verhogen liet Calandrini grote aanpassingen uitvoeren en een kapel aanbouwen. Op de gevel werden beelden van de pausen Eutychianus, Sergius IV en Nicolaas V geplaatst. Op advies van de paus liet hij ook een bisschoppelijk paleis bouwen als permanente verblijfplaats voor de kardinaal.
Na zijn dood werd Calandrini begraven in de San Lorenzo in Rome begraven, waar in opdracht van zijn neef Giovanni Matteo een grafmonument ter ere van hem werd opgericht.

## Kerkelijke functies
| Ambt                                                  | Datum                              |
| ----------------------------------------------------- | ---------------------------------- |
| Apostolisch protonotaris                              | (datum onbekend)                   |
| Aartsdiaken van de Kathedraal van Lucca               | (datum onbekend)                   |
| Bisschop van Bologna                                  | 18 december 1447 – 18 juli 1476    |
| Kardinaal-priester, Santa Susanna                     | 13 januari 1449 – 24 november 1451 |
| Kardinaal-priester, San Lorenzo                       | 24 november 1451                   |
| Camerlengo                                            | 1454- 1455                         |
| kardinaal-grootpenitentiarius                         | 1459                               |
| Kardinaal-bisschop, Albano                            | 14 oktober 1468 -30 augustus 1471  |
| In commendam abdij van S. Croce di Saxovivo, Fiesole  | tot aan zijn dood                  |
| In commendam abdij van S. Benedetto di Gauldo, Nocera | tot aan zijn dood                  |
| In commendam abdij van S. Maria di Sania, Nocera      | tot aan zijn dood                  |
| In commendam abdijen van Carreto, Lodi                | tot aan zijn dood                  |
| In commendam abdij van S. Maria di Strata, Bologna    | tot aan zijn dood                  |
| Camerlengo                                            | 19 januari 1471 – 8 januari 1472   |
| Kardinaal-bisschop, Porto en Santa Rufina             | 30 augustus 1471 – 18 juli 1476    |

- Library of Congress Control Number: no2008153834
- Nationale Bibliotheek van Israël: 987007448958305171
- Virtual International Authority File: 39202513
- WorldCat: E39PBJyGYGHQyXT3JqWTMdr8YP